# 国鉄EF67形電気機関車
EF67形は、日本国有鉄道（国鉄）が1982年から使用を開始した直流用電気機関車である。国鉄分割民営化後も1990年に日本貨物鉄道（JR貨物）により導入された。

## 概要

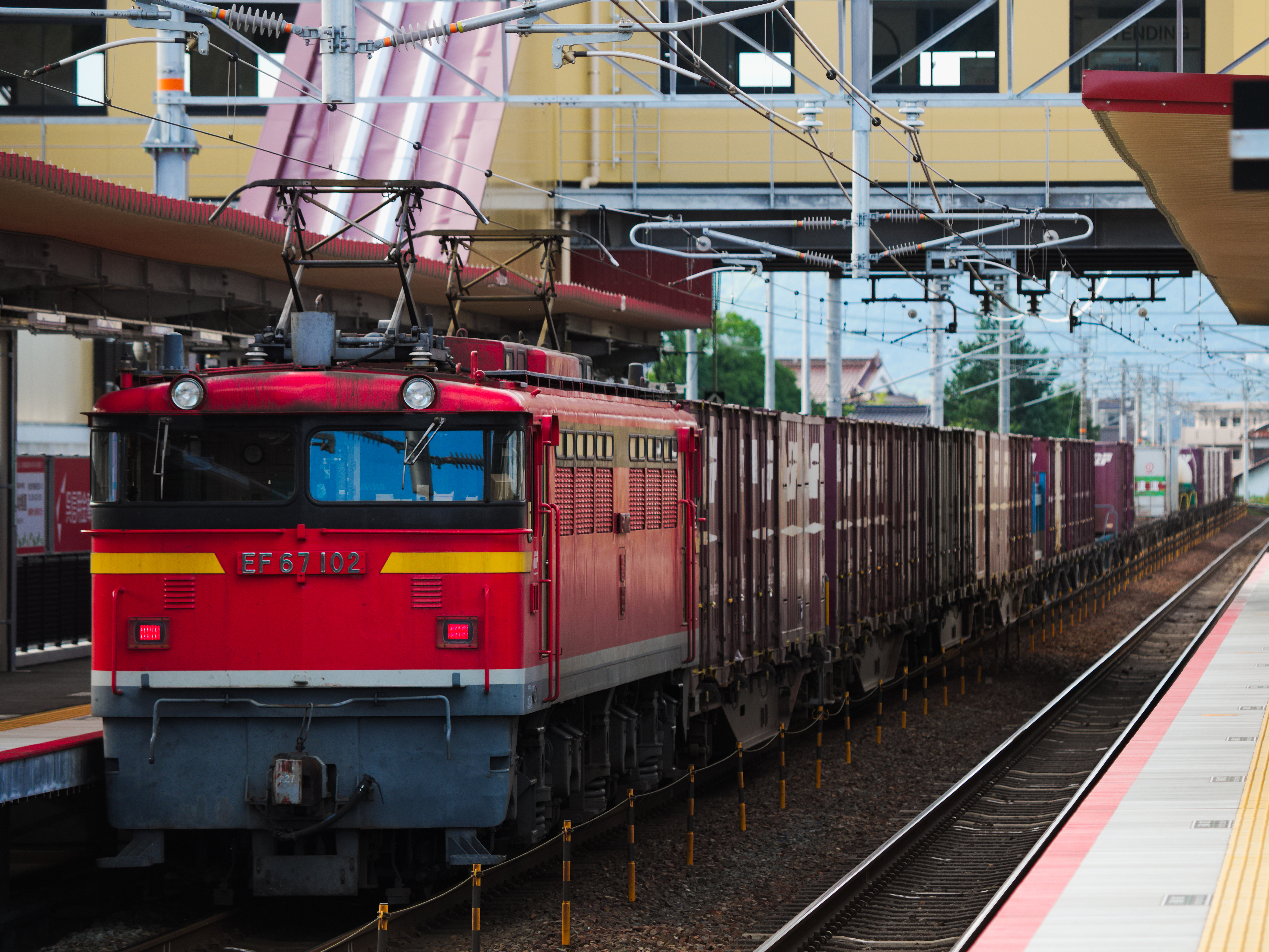
補機運用を行うEF67 102（2017年8月4日）

山陽本線の瀬野駅 - 八本松駅間に連続する勾配（通称瀬野八）を走行する貨物列車の後部に連結する補助機関車（補機）として使用することを目的として開発された機関車である。
同区間の補機としてはこれまでEF59形が使用されていたが、老朽化が問題視された。当初、置き換えのためEF60形の初期型およびEF61形を改造したEF61形100番台・200番台が計画され、1977年から200番台が投入された。しかし、走行特性上重連使用ができないことが判明したため投入は200番台の8両のみで中止、1,000t以下の列車のみに限定運用とされたため、EF59形を全面的に置き換える計画は実現しなかった。
このため、1,200t級列車の補機用として、1982年に本形式が開発された。機関車需給の事情から新製とはならず、すべてEF60形・EF65形からの改造となっている。全機とも広島工場→広島車両所で改造された。最初となる1号機は1981年10月17日に広島工場に入場し、翌1982年3月26日に竣工・完成式典が行なわれた。1号機は書類上は昭和56年度（1981年度）竣工の1982年3月31日付であるが、実際は完成検査などが長引き、公式試運転は1982年4月12日に実施されている。改造工事は全般検査と併せて行われ、改造費用は約1億円。当初は6両の改造が計画されていた。
1982年（昭和57年）11月1日から営業運転を開始し、当日は所属する瀬野機関区で出発式が挙行された。初仕業は幡生発汐留行き貨物列車（40両編成）の瀬野 - 西条間後部補機である。
100番台は1990年（平成2年）は2月28日に完成、同時に落成式を開催したのち、翌3月1日から営業運転に就いた。

## 構造
基本番台と100番台の共通事項を記す。各番台で異なる部分については、後述の番台別解説を参照のこと。

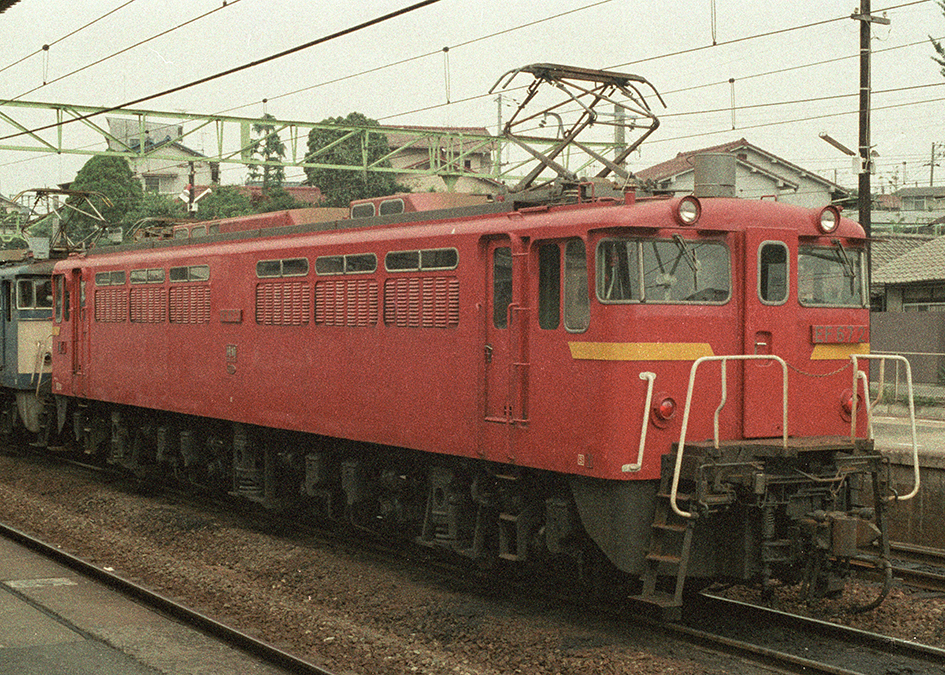
EF67 2（デッキがある東京方、西条駅） 1984年撮影

### 電源・制御機器
EF59形2両重連によって行われていた1,200t列車の補機仕業を1両で行えるよう、粘着力確保の観点から制御方式は電機子チョッパ制御とされた。主電動機1基に対して1基の制御装置を搭載する1C1M制御としている。往路走行時の主電動機は、すべて力行に使用される。また、連続した空気ブレーキの使用によるタイヤ弛緩などの悪影響を排除するため、回生ブレーキを持つ。ただし、回生ブレーキを使用するのは復路である機関車単機回送のみであることから、2エンド運転台で運転する場合に限り、両端台車の4個の主電動機を走行に使い、中間台車の2個は回生ブレーキ専用とする回路構成とすることができる。
台車や主電動機はそのまま利用されているが、チョッパ制御化とあわせて主電動機は6個永久並列接続となったため、端子電圧が上げられ、電動機1基あたりの出力が50kW増加して475kWとなった。
主幹制御器は種車のものをベースに改造された。主電動機つなぎが永久並列接続となったため、ノッチ刻みは1 - 15ノッチ（その内1 - 4ノッチは捨てノッチ）に改められた。

### 車両外観
車体色として、キハ58系などの急行形気動車に使われる赤11号が採用された。これは広島県の県花であるモミジをイメージしており、「もみじ色」とも呼ばれる。そして、前面にあるステンレス飾り帯は、黄色に着色（フィルム貼り付け）されている。
当時の国鉄では、一般に直流機関車では青色（青15号）とクリーム色（クリーム1号）の2色による塗り分け、交流機関車は赤色（赤2号）、交直流機関車はローズピンク色（赤13号）の塗装を施す規定になっていたため、直流機関車である本形式の塗装は異色となっている。これは、本形式が瀬野 - 八本松間の限定運用になること（他地区への転用はない）や現地局の要望から決定したものである。
つらら切りの取り付け改造が行われ、運転台前面窓と前照灯の間に備えている。

## 番台別解説

### 基本番台
| 基本番台（下関方）2005年10月撮影  |  | 基本番台（東京方） 2005年10月撮影 |
| 基本番台（下関方） 2005年10月撮影 |  | 基本番台（東京方） 2005年10月撮影 |

老朽化したEF59形の置き換え用として、1982年から運用開始された。EF60形0番台（一般型）4次・5次車から3両 (1 - 3) が改造された。
車体台枠を400mm延長したうえで1エンド側（東京方）には貫通扉・デッキが付けられている。走行中に連結器のロックを自動解除し、列車から切り離すため、自動解放装置を備えた密着自動連結器を装備する。100番台には自動解放機能は取り付けられなかったため、走行中に自動解放する列車は限定運用されていた。2002年に走行中の自動解放が廃止されたことにともない、同装備は外された。
車内は従来の機器が全面撤去され、新たに東洋電機製造製CH3形チョッパ装置、IC87形主平滑リアクトル（6台）、IC88形フィルタリアクトル（2台）が設置された。主サイリスタは2,500V - 1,000Aの逆導通サイリスタを2個直列接続使用した。六相チョッパ（素周波数は300Hz）で、素子の冷却はブロワー（送風機）による強制風冷方式である。
主幹制御器はMC30（種車のもの）をベースに改造され、補機運用で使用される1エンド側には空転防止用の「均衡ハンドル」が追加されたMC30A、回送時に使用される2エンド側は逆転ハンドルに「前進回生ブレーキ」位置が追加されたMC30Bを搭載する。機関車単機回送となる下り方面（西条駅基準で広島方面、2エンド側先頭）では4基の主電動機で走行し、中間台車は回生ブレーキ専用となる回路とした。
制御器および補機の動作用電源として、103系の発生品電動発電機（定格容量20kVA）を搭載している。
民営化後、側面中央の明かり取り窓の間に白色のJRマークが貼られていた。その後1号機以外は、コンテナブルーを基調とし、JRマークとその下に「FREIGHT」と白抜きで書かれた、ピクトグラム調のロゴに変更された。
本区分の更新工事は施行されていない。改造元の種車は以下の通りである。
| EF67 | 1   | 2   | 3  |
| EF60 | 104 | 129 | 88 |

### 100番台
| 100番台 更新前（下関方）2002年10月撮影 |  | 100番台 更新前（東京方）2009年8月撮影 |
| 100番台 更新前（下関方）2002年10月撮影 |  | 100番台 更新前（東京方）2009年8月撮影 |

| 100番台 更新後（下関方）2009年11月撮影 |  | 100番台 更新後（東京方）2009年8月撮影 |
| 100番台 更新後（下関方）2009年11月撮影 |  | 100番台 更新後（東京方）2009年8月撮影 |

貨物列車増発・EF61形200番台置き換えのため、1990年から運用開始。EF65形0番台（一般型）6次車（最終量産車）を改造して、5両 (101 - 105) が製作された。これはJR貨物に種車となるEF60形がなかったため、機械的構造が近似したEF65形が選ばれたものである。ただし、改造工事は0番台に合わせた性能とするため、歯車比の変更など改造規模は大きくなっている。
上り方にあるデッキは、基本番台より小型化されており、連結器の緩衝器を収めている。基本番台にあった貫通扉とデッキ階段が廃止された。走行中の自動解放機能は省略され、並形自動連結器とされた。緩衝器を上り方の連結器に装備したため、種車であるEF65と比べ車体長が、片エンド側のみ延長されている。
下り側のスカートの正面下辺について、通常は直線であるが、101号機のみ斜めになっている。
101・102号機は、基本番台と同様の逆導通サイリスタ素子を用いた東洋電機製造製チョッパ装置を搭載する。101・102号機は、当時八本松 - 防府間に運転を予定した臨時貨物列車における600 tの単機牽引に対応した機器となっている。その後、サイリスタ素子が生産中止になったため、103 - 105号機はGTO素子（4,500 V - 3,000A・東洋電機製造製）を用いたチョッパ装置を搭載している。
基本番台と同様に、補機運用で使用される1エンド側主幹制御器には空転防止用の「均衡ハンドル」が、回送時に使用される2エンド側は逆転ハンドルに「前進回生ブレーキ」位置が追加されている。
通常の列車牽引運用も考慮に入れ、0番台と異なり2エンド側が先頭となる場合でも主電動機6基での運転を可能としている。
2003年より更新工事を受け、パンタグラフがシングルアーム式に、尾灯が外ハメ式の丸型タイプから外ハメ式の角型タイプのLED灯にそれぞれ変更された。塗装についても変更され、従来の赤11色を基調としつつ、乗務員扉が直流機関車を示すクリーム色、前面窓と側面窓周辺が黒、車体裾部がグレー帯と白帯に塗られている。また、側面の明かり取り窓間のJRロゴが無くなった替わりに、各側面の機関士側の運転側窓下に、白抜きのJRFロゴが入れられるなど、外観が変化している。
シングルアーム式パンタグラフは不具合が多く、再びPS22Bに順次交換されている。
改造元の種車は以下の通りである。
| EF67 | 101 | 102 | 103 | 104 | 105 |
| EF65 | 134 | 131 | 133 | 132 | 135 |

## 運用

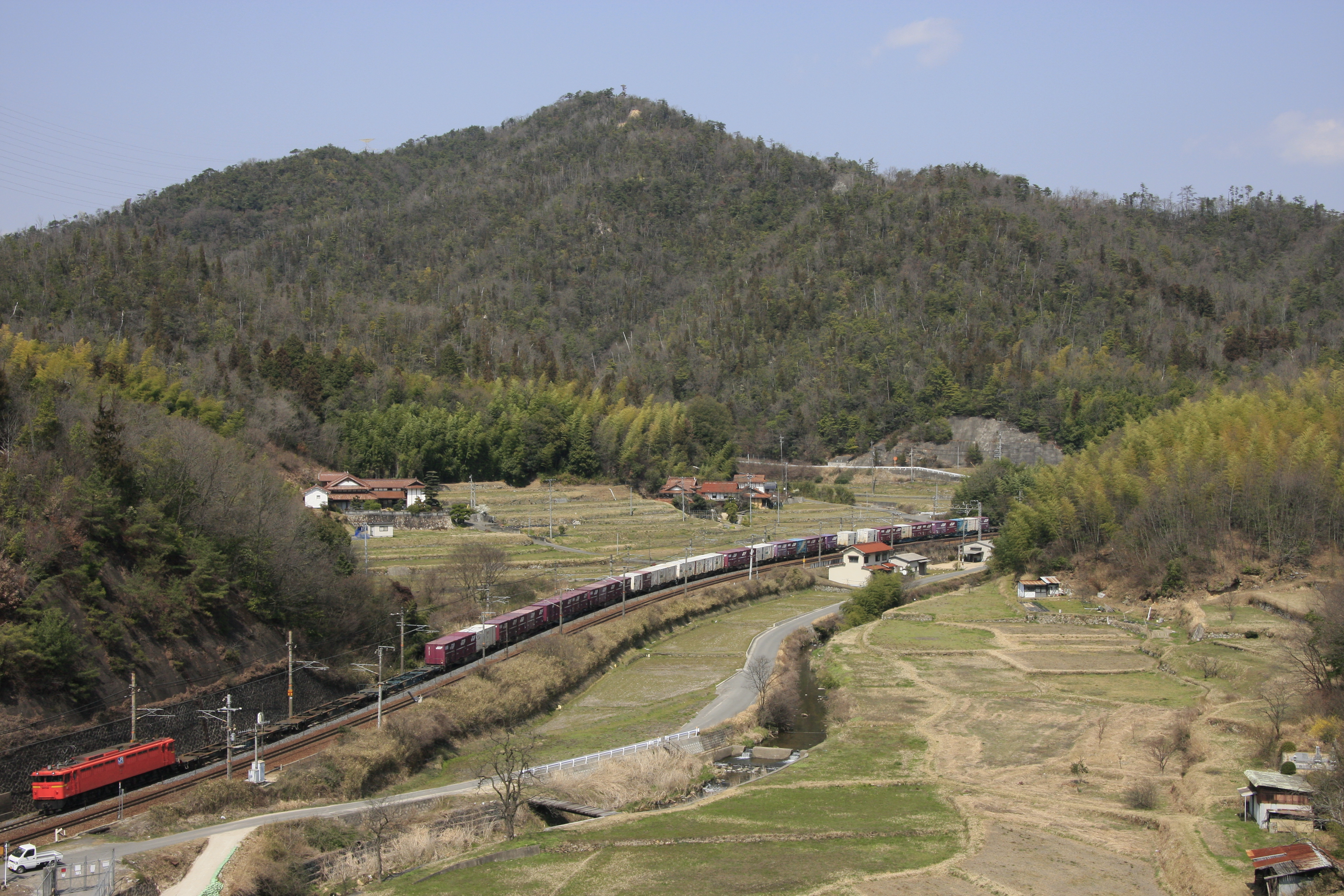
八本松駅 - 瀬野駅間　2009年3月31日撮影

改造当初の1号機は瀬野機関区に配置されたが、1984年（昭和59年）2月1日付で広島機関区に転属した。2号機は1984年1月30日付で改造竣工したが、1月中は配属区所がないにもかかわらず、瀬野機関区所属を表す「瀬」のプレートが入れられていた。2月1日付で正式に広島機関区への配属となり、広島機関区所属を表す「広」のプレートが入れられた。以降の車両は広島機関区に改造配置されている。さらにその後、広島車両所に転属した。
全機が日本貨物鉄道（JR貨物）広島車両所に配置され、瀬野 - 八本松間の急勾配を越える貨物列車に使用されていた。かつては登坂後に列車を停止せず、走行状態で補助機関車を切り離す「走行解放」を八本松駅で行っていたが、2002年3月で全面的に廃止された。
種車の製造から半世紀近くが経過して老朽化が顕著になったことから、2013年3月16日改正よりEF210形300番台3両が順次投入され、置き換え対象とされていた0番台のうち、2・3号機が運用から離脱した。2号機は同年3月27日付で廃車され、本形式の廃車第1号となった。3号機も2014年3月10日付で廃車されている。1号機は2014年5月に運用を離脱して保留機となり、2016年に除籍された後も広島車両所で保存されている。
なお、EF210形300番台は当初、本形式と共通運用だったが、2015年3月改正以降は運用が区別された。この改正で本形式の運用は4仕業に減少した。更に、2017年3月の改正でさらに本形式の運用が減少し、2仕業となった。このころになると100番台にも運用離脱の動きがみられるようになり、特に状態の悪い103・104号機が2015年の検査期限切れをもって運用を離脱した。また、2016年3月に105号機が全般検査を受けたのを最後に本形式の全般検査は行われないことが明らかになった。
101・102号機は2020年度までに廃車され、105号機は2022年2月13日をもって定期運用を離脱、同年3月29日の広島貨物ターミナル→西条間1往復の運行をもって引退した。これによりJRから補機専用の電気機関車は消滅した。最後の1両となった105号機は広島車両所で保存されている。

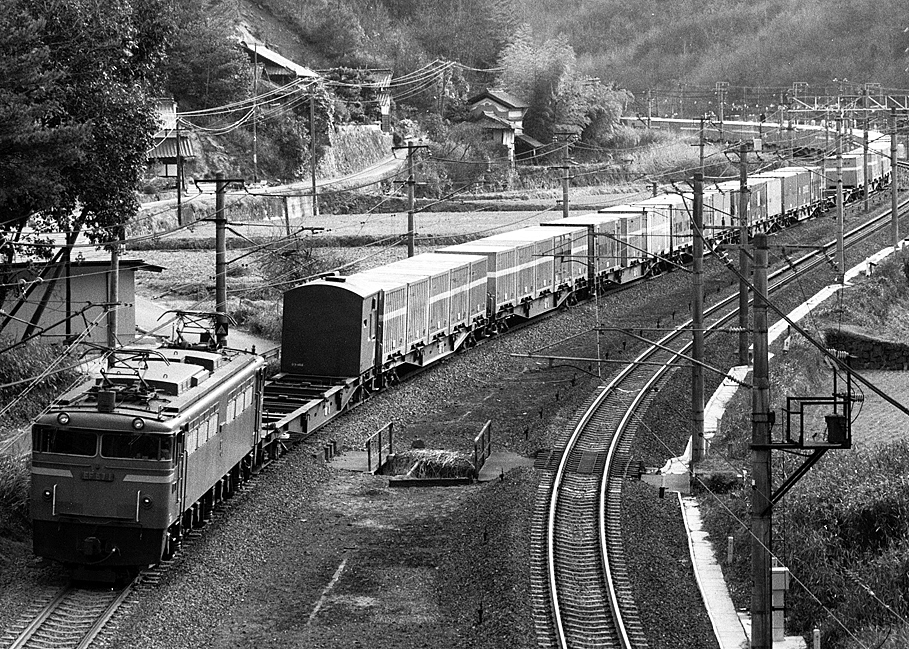
瀬野駅 - 八本松駅間で貨物列車の後補機運用中のEF67 1（1984年）

## 保存機
2022年現在、以下の2両が保存されている。
静態保存
- EF67 1 - 広島車両所 - EF67形のトップナンバー。

- EF67 105 - 広島車両所 - EF67形最後の1両となった車両。